# Гуманизм

«Счастливый человек» (Happy Human) выбран в качестве официального символа многими гуманистическими организациями

Гумани́зм (от лат. humanus — букв. человечный) — система построения общества, где высшей ценностью является жизнь человека, а все материальные и нематериальные ресурсы направлены на то, чтобы сделать эту жизнь максимально комфортной и безопасной.

## Определения
Согласно определению Американской ассоциации гуманистов: 
Гуманизм — это прогрессивная жизненная позиция, которая без помощи веры в сверхъестественное утверждает нашу способность и обязанность вести этический образ жизни в целях самореализации и в стремлении принести большее благо человечеству.
По определению древнеримского политика и философа Цицерона, гуманизм — высшее культурное и нравственное развитие человеческих способностей в эстетически законченную форму в сочетании с мягкостью и человечностью.

Согласно определению, приведённому в Уставе Международного гуманистического и этического союза, 
Гуманизм — демократическая, этическая жизненная позиция, утверждающая, что человеческие существа имеют право и обязанность определять смысл и форму своей жизни. Гуманизм призывает к построению более гуманного общества посредством этики, основанной на человеческих и других естественных ценностях, в духе разума и свободного поиска, за счёт использования человеческих способностей. Гуманизм не теистичен и не принимает «сверхъестественное» видение реального мира. (англ.)

## Классификация
Ю. Н. Харари по критерию толкования термина «человечество» выделяет:
- либеральный гуманизм (видящий высшую ценность в каждом отдельном человеке);
- социалистический гуманизм (видящий высшую ценность в коллективе, а не отдельной личности);
- эволюционный гуманизм (видящий высшую ценность в виде Homo sapiens и считающий, что человеческий вид подвержен изменениям и может развиваться либо деградировать)[5].

## Ренессансный гуманизм

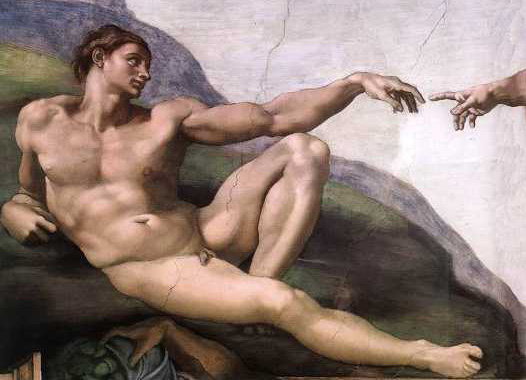
Микеланджело. «Сотворение Адама» (Сикстинская капелла)

Ренессансный гуманизм — это интеллектуальное движение, являющееся важным компонентом Ренессанса, которое возникло во Флоренции в середине XIV века, существовало до середины XVI века; с конца XV века перешло в Испанию, германские земли, Францию, отчасти в Англию и другие страны. 
Ренессансный гуманизм является первой стадией развития гуманизма, движением, в котором гуманизм впервые выступил как целостная система взглядов и широкое течение общественной мысли, вызвав подлинный переворот в культуре и мировоззрении людей того времени. Основной идеей ренессансных гуманистов было улучшение человеческой природы через изучение античной литературы. Гуманистическая «словесность» позволила выработать новое мировоззрение, которое было проникнуто критицизмом, светскостью, противопоставляло себя темам и методам средневековой схоластики и, вдобавок, дало возможность впервые возникнуть пониманию исторической дистанции по отношению к античности.

## Марксистский (социалистический) гуманизм
Согласно марксистской теории, гуманизм — мировоззрение, признающее высшей ценностью человека, его достоинство, благо, свободное гармоничное развитие. Гуманистические идеи как система взглядов зародились в XIV—XV вв., получив значительное распространение и развитие в эпоху Возрождения и буржуазных революций XVII — начала XIX вв. в «борьбе прогрессивных сил против феодально-сословного угнетения и духовной диктатуры церкви».
В марксистской теории на первый план выходит так называемый пролетарский, социалистический гуманизм, который, как утверждается, представляет собой «качественно новый скачок в развитии гуманизма», результат «критической переработки гуманистических идей прошлого».
Особенность социалистического гуманизма состоит в его партийности, классовом (изначально, пролетарском) характере, выдвижении на первый план интересов трудящихся масс, которые противопоставляются интересам угнетателей и — в конечном счёте, буржуазному псевдогуманизму с антикоммунистическим содержанием.
Как заявляется в марксистской теории, мерилом гуманности человеческих поступков является то, насколько они на практике способствуют решению назревших задач общественного прогресса, «освобождению трудящейся личности», созданию социалистического и коммунистического общества.
Отличительные черты марксистского гуманизма:
- утверждение «неразрывности связей личностей с коллективом, обществом», неприемлемости «эгоизма»;
- провозглашение «пролетарского, социалистического интернационализма» в противовес «национализму, расизму, шовинизму, всем проявлениям человеконенавистничества и мракобесия»;
- признание человеческого труда высшей ценностью жизни, забота о его всестороннем развитии, о создании «счастливой жизни, наполненной глубоким смыслом и радостным творчеством»;
- «оптимизм, вера в силы человека, в его способность творить добро, переделывать мир по законам справедливости и красоты».

Согласно марксистской теории, только построение коммунистического общества способно решить такие великие гуманистические задачи, как освобождение трудящихся от капиталистической эксплуатации, политического гнёта, национального порабощения, уничтожение нужды и безработицы широких народных масс, ликвидация различий между людьми умственного и физического труда, между городом и деревней, искоренение бесправия женщин, избавление народных масс от духовного порабощения.

## Гуманизм в наши дни
Юрий Чёрный в своей работе «Современный гуманизм» предлагает следующую периодизацию развития современного гуманистического движения:
- возникновение (середина XIX в. — начало 1930-х гг.);
- становление и развитие организованного гуманистического движения (начало 1930-х гг. — начало 1980-х гг.);
- выделение светского (секулярного) гуманизма в качестве самостоятельного идейного движения, его окончательное размежевание с религиозным гуманизмом (начало 1980-х гг. — настоящее время)[9].

Современный гуманизм представляет собой многообразные идейные движения, процесс организационного оформления которых начался в период между двумя мировыми войнами и интенсивно продолжается в наши дни. Понятие «гуманизм» как определение собственных взглядов на жизнь применяют агностики, свободомыслящие, рационалисты, атеисты, участники этических обществ (стремящихся отделить нравственные идеалы от религиозных доктрин, метафизических систем и этических теорий с тем, чтобы придать им независимую силу в личной жизни и общественных отношениях).
Организации сторонников гуманистических течений, существующие во многих странах мира, объединены в Международный гуманистический и этический союз (МГЭС). Их деятельность строится на основе программных документов — деклараций, хартий и манифестов, наиболее известными из которых являются:
- Гуманистический манифест I (1933);
- Гуманистический манифест II (1973);
- Декларация светского гуманизма (1980);
- Гуманистический манифест 2000 (1999);
- Амстердамская декларация (2002);
- Гуманизм и его устремления (2003).

## Религиозный гуманизм
Религио́зный гумани́зм (англ. Religious humanism, также либерально-религиозный гуманизм) — интеграция гуманистической этической философии с религиозными, но не теистическими ритуалами и общественной деятельностью, которые основаны на человеческих потребностях, интересах и способностях. Те, кто называют себя религиозными гуманистами, отличаются от светских гуманистов в основном тем, что они рассматривают гуманистическую жизненную позицию как свою религию и организуют её с использованием конгрегационной модели. Религиозный гуманизм — классический пример нетеистической религии.
Религиозные гуманисты в XXI веке обычно организуются под эгидой этической культуры или этического гуманизма. В конце XIX-начале XX веков британское движение этической культуры на короткое время стало очень активным, но к 1960-м годам в значительной степени отказалось от своих «религиозных» атрибутов, утвердив гуманизм не столько как религиозную идентичность, сколько как полезный ярлык для описания рационального и нерелигиозного отношения к морали и этике. Группы по этической культуре и религиозному гуманизму, впервые сформированные в Соединенных Штатах из бывших служителей-унитарианцев, которые, не веря в Бога, стремились создать светскую религию, вдохновляясь идеями французского философа Огюста Конта.

## Светский гуманизм
Светский или секулярный гуманизм (англ. Secular humanism) — одно из направлений современной философии гуманизма, мировоззрение, которое провозглашает человека, его право на счастье, развитие и проявление своих положительных способностей наивысшей ценностью. Гуманистическое мировоззрение противопоставляется религиозному, не признаёт существования сил, стоящих выше человека и природы. Светский гуманизм утверждает способность и обязанность вести этический образ жизни без привлечения гипотезы о существовании бога. Светский гуманизм выделился из гуманистического движения в ответ на критику гуманизма религиозными фундаменталистами. От религиозного гуманизма отличается тем, что отвергает религиозную веру, рассматривая её как принципиально иллюзорный способ ориентации человека в мире или же провозглашает её допустимой, но необязательной, оставляя выбор верить во что-либо или нет за каждым конкретным человеком. Словосочетание «светский гуманизм» использовалось по крайней мере с 1930-х годов англиканскими священниками.

## Трансгуманизм
Трансгуманизм (от лат. trans — сквозь, через, за и homo — человек) — философская концепция, а также международное движение, поддерживающее использование достижений науки и технологии для улучшения умственных и физических возможностей человека с целью устранения тех аспектов человеческого существования, которые трансгуманисты считают нежелательными — страданий, болезней, старения и смерти. Трансгуманисты изучают возможности и последствия применения таких технологий, опасности и преимущества их использования, рассматривая в том числе идею конвергенции биологических, информационных, познавательных и нанотехнологий.

## Постгуманизм
Постгуманизм — мировоззрение, основанное на представлении, что эволюция человека не завершена и может быть продолжена в будущем. Эволюционное развитие должно привести к становлению постчеловека — гипотетической стадии эволюции человеческого вида, строение и возможности которого стали бы отличными от современных человеческих в результате активного использования передовых технологий преобразования человека. Постгуманизм признаёт неотъемлемыми правами совершенствование человеческих возможностей (физиологических, интеллектуальных и т. п.) и достижение физического бессмертия. В отличие от трансгуманизма, под определением постгуманизма также понимается критика классического гуманизма, подчёркивающая изменение отношения человека к себе, обществу, окружающей среде и бурно развивающимся технологиям, но окончательно разница между транс- и постгуманизмом не определена и остаётся предметом дискуссий.

## Гуманизм и этика
В «Декларации светского гуманизма» утверждается, что мораль, не основанная на вере в Бога, отнюдь не должна быть антиобщественной, субъективной, неразборчивой в средствах или ведущей к распаду моральных устоев.
В работе всемирно признанного теоретика гуманизма Пола Курца «Гуманистический манифест 2000: призыв к новому планетарному гуманизму» говорится, что краеугольным камнем морального поведения являются общечеловеческие нормы морали, те главные нравственные достоинства, которые признаются людьми повсюду независимо от их культурной и религиозной принадлежности (говорить правду, сдерживать обещания, быть честными, искренними, доброжелательными, надежными и ответственными, проявлять верность, понимание и благодарность). Также в этой работе утверждается, что люди должны искать новые решения моральных дилемм, как вечных, так и нынешних. Гуманисты обосновывают право человека на достойный уход из жизни, как и право разумных взрослых людей отказаться от медицинской помощи, сокращая себе период лишних страданий и даже приближая смерть; они, по мнению Курца, должны быть готовыми принять новые возможности воспроизведения рода, открывшиеся благодаря научным исследованиям (экстракорпоральное оплодотворение, суррогатное материнство, генетическая инженерия, трансплантация органов и клонирование), при этом следует уважать право человека на самостоятельный выбор.

## Критика
Гуманизм обычно критикуется с религиозно-консервативной точки зрения. На рубеже 1970–80-х годов только в США были изданы три крупные работы такого содержания: X. Дункана «Светский гуманизм: наиболее опасная религия в Америке» (1979), Д. Эренфельда «Высокомерие гуманизма» (1981) и Н. Гейслера «Человек есть мера? Эволюция современного гуманизма» (1983). В XXI веке эту традицию продолжила книга П. Дж. Бьюкенена «Смерть Запада», в которой неоднократно упоминается «Гуманистический манифест II» как враждебный традициям Запада. В частности, Бьюкенен недоволен тем, что европейские и американские женщины не вспоминают «о ценностях их матерей и бабушек: добрый муж, дом в пригороде, куча детишек». Критики обвиняют секулярный гуманизм в том, что он поддерживает моральный релятивизм. Широко известный в США евангелический проповедник T. ЛаХей пишет: «Современная философия образования помешалась на самоактуализации, самопредставлении (self-image), самолюбии, самодостаточности, самовыражении, самоудовлетворении – само, само, само... психологический человек концентрируется не на душе, а на своем Я. Психологический человек отвергает как идею греха, так и идею спасения. Он не стремится ни к чему более высокому, чем “хорошее самочувствие”». Российский православный политический философ А. Щипков обвиняет гуманистов в двойных стандартах. По его мнению, «наследники гуманизма фанатично несли «отсталым» странам и народам «ценности цивилизации», они уморили в тюрьме евросоциалиста Милошевича, объявили «арабскую весну», убили вполне умеренного Каддаффи».
Согласно религиозному экзистенциалисту Николаю Бердяеву (1874—1948), атеистический гуманизм диалектически перерождается в антигуманизм, в бестиализм. В идейном плане он в конечном счёте приводит к ницшеанству и марксизму, в социальном — к бесчеловечным режимам нацистской Германии и коммунистической России, в которых человек приносится в жертву нации и классу, идеям могущества и общего блага. Это происходит из-за воли человека к абсолютному, которая или осуществляется в акте соединения с Богом, или приводит его к идолотворению и самоуничтожению. Но «после Ницше, после дела его и судьбы его гуманизм уже невозможен, навеки преодолён». Вобрать в себя опыт гуманизма и прийти ему на смену должно обновлённое, просветлённое и очищенное от антропоморфизма, социоморфизма и натурализма в представлении о Боге религиозное сознание:
Есть истинная и ложная критика гуманизма (гуманитаризма). Основная его ложь в идее самодостаточности человека, самообоготворении человека, то есть в отрицании богочеловечности. Подъём человека, достижение им высоты, предполагает существование высшего, чем человек. И когда человек остается с самим собой, замыкается в человеческом, то он создает себе идолов, без которых он не может возвышаться. На этом основана истинная критика гуманизма. Ложная же критика отрицает положительное значение гуманистического опыта и ведет к отрицанию человечности человека. Это может вести к бестиализации, когда поклоняются бесчеловечному богу. Но бесчеловечный бог нисколько не лучше и даже хуже безбожного человека. В истории христианства очень часто утверждался бесчеловечный бог, и это и привело к появлению безбожного человека. Но нужно всегда помнить, что отрицание Бога и богочеловечности в поверхностном сознании не означает отсутствия в человеке действительной богочеловечности. В христианстве заложена высшая человечность, так как оно опирается на богочеловечность и на христианский персонализм, на признание высшей ценности всякой человеческой личности. Но в истории христианского мира можно было бы установить три стадии: бесчеловечность в христианстве, человечность вне христианства, новая христианская человечность.
Гуманизм также критикуют постмодернисты. Ж. Деррида, Ж. Лакан, Ж.-Ф. Лиотар, Ж. Делёз отталкиваются от поздней философии М. Хайдеггера и считают объективное научное познание разновидностью мифа. По их мнению, трагедии XX века доказали, что люди не способны к свободному и независимому выбору, не могут следовать рациональным принципам и нести ответственность за свои действия.
Гуманизм критикуется и со стороны постгуманизма. В отличие от гуманизма постгуманизм не принимает антропоцентризма, подчеркивая, что человек представляет собой эволюционирующую часть природы, постоянно преображаясь и изменяясь. Итогом продолжающегося эволюционного процесса станет преобразованный путём передовых технологий постчеловек.
В произведении «Единственный и его собственность» философ анархо-индивидуалистического толка Макс Штирнер  значительное место уделяет критике гуманизма, в котором он видит новую религию, на место Бога возводящую Человека и подавляющую индивида не в меньшей степени, чем христианство.